# 11898 Dedeyn
11898 Dedeyn eller 1991 GM9 är en asteroid i huvudbältet som upptäcktes den 10 april 1991 av den belgiske astronomen Eric W. Elst vid La Silla-observatoriet. Den är uppkallad efter Peter Paul De Deyn.
Asteroiden har en diameter på ungefär 11 kilometer.